# Royal Rumble (1991)
Royal Rumble (1991) — четвёртое в истории рестлинг-шоу Royal Rumble, организованное World Wrestling Federation(WWF, ныне WWE). Оно состоялось 19 января 1991 года на арене «Майами-арена» в Майами, Флорида.
На шоу было проведено семь матчей, включая один темный матч. Главным событием стал матч «Королевская битва», который выиграл чемпион мира WWF в тяжелом весе Халк Хоган, устранивший Землетрясение для победы.

## Результаты
| № | Матч | Тип матча                                | Время   |
| - | --- | ---------------------------------------- | ------- |
| 1 | Джерри Сагс победил Сэма Хьюстона                                                                       | Одиночный матч                           | 5:25    |
| 2 | «Рокеры» (Марти Джанетти и Шон Майклз) победили «Восточный Экспресс» (Танака и Като) (с Мистером Фудзи) | Командный матч                           | 19:15   |
| 3 | Большой Босс победил Варвара (с Бобби Хинаном)                                                          | Одиночный матч                           | 14:15   |
| 4 | Монти победил Коко Би Вэйра                                                                             | Одиночный матч                           | 9:12    |
| 5 | Сержант Слотер (с Генералом Аднаном) победил Последнего воина                                           | Одиночный матч за чемпионство WWF        | 12:47   |
| 6 | Тед Дибиаси и Вирджил победили Дасти Роудса и Дастина Роудса                                            | Командный матч                           | 9:57    |
| 7 | Халк Хоган выиграл матч «Королевская битва»                                                             | Матч «Королевская битва» 30-ти рестлеров | 1:05:17 |

## Таблица Королевской Битвы
Рестлеры выходили каждые 2 минуты
| Рестлер | Рестлер                 | Кем выбит | Кем выбит                            | Время |
| ------- | ----------------------- | --------- | ------------------------------------ | ----- |
| 1       | Брет Харт               | 4         | Гробовщиком                          | 20:33 |
| 2       | Дино Браво              | 1         | Грэгом Валентайном                   | 3:06  |
| 3       | Грег Валентайн          | 14        | Халком Хоганом                       | 44:03 |
| 4       | Пол Рома                | 3         | Джейком Робертсом                    | 14:05 |
| 5       | Техасское Торнадо       | 7         | Гробовщиком                          | 24:17 |
| 6       | Рик Мартел              | 26        | Дэйви Бой Смитом                     | 52:17 |
| 7       | Саба Симба              | 2         | Риком Мартелом                       | 2:27  |
| 8       | Бутч Миллер             | 5         | Гробовщиком                          | 10:07 |
| 9       | Джейк Робертс           | 6         | Риком Мартелом                       | 12:58 |
| 10      | Геркулес                | 17        | Брайаном Нобсом                      | 37:36 |
| 11      | Тито Сантана            | 15        | Землетрясением                       | 20:23 |
| 12      | Гробовщик               | 9         | Дорожным Воинами (Зверем и Ястребом) | 14:16 |
| 13      | Джимми Снука            | 8         | Дорожным Воином Ястребом             | 8:06  |
| 14      | Дэйви Бой Смит          | 26        | Землетрясением и Брайаном Нобсом     | 36:43 |
| 15      | Смэш                    | 13        | Халком Хоганом                       | 18:22 |
| 16      | Дорожный Воин Ястреб    | 10        | Геркулесом и Риком Мартелом          | 6:37  |
| 17      | Шейн Дуглас             | 20        | Брайаном Нобсом                      | 26:23 |
| 18      | «Мачо Мэн» Рэнди Сэведж | -         | Не вошёл в матч                      | 0:00  |
| 19      | Дорожный Воин Зверь     | 11        | Землетрясением                       | 6:39  |
| 20      | Экс                     | 18        | Халком Хоганом                       | 18:34 |
| 21      | «Ножовка» Джим Дагган   | 12        | Мистером Перфектом                   | 4:44  |
| 22      | Землетрясение           | 28        | Халком Хоганом                       | 24:42 |
| 23      | Мистер Перфект          | 22        | Дэйви Бой Смитом                     | 16:14 |
| 24      | Халк Хоган              | -         | ПОБЕДИТЕЛЬ                           | 19:55 |
| 25      | Хаку                    | 24        | Дэйви Бой Смитом                     | 13:24 |
| 26      | Джим Нейдхарт           | 23        | Риком Мартелом                       | 11:11 |
| 27      | Люк Уильямс             | 16        | Землетрясением                       | 0:04  |
| 28      | Брайан Нобс             | 27        | Халком Хоганом                       | 10:07 |
| 29      | Варлорд                 | 19        | Халком Хоганом                       | 1:35  |
| 30      | Буксир                  | 21        | Халком Хоганом                       | 2:32  |

## Остальные
| Комментаторы - Горилла Монсун - «Буян» Родди Пайпер Судьи - Джон Бинелла - Майк Киода - Эрл Хебнер - Джо Марелла | Интервьюеры - Шон Муни - Джин Окерлунд Так же - Говард Финкель — Аннонсер - Шэйн Макмэн — Официальное лицо |